# 图尔讷维尔
图尔讷维尔（法語：Tourneville，法語發音：[tuʁnəvil]）是法国厄尔省的一个市镇，属于埃夫勒区。

## 地理
图尔讷维尔（49°5'47"N, 1°6'49"E）面积7.31 平方千米，位于法国诺曼底大区厄尔省，该省份为法国北部内陆省份，北起滨海塞纳省，西接奧恩省和卡爾瓦多斯省，南至厄尔-卢瓦省，东临瓦兹省、瓦兹河谷省和伊夫林省。
与图尔讷维尔接壤的市镇（或旧市镇、城区）包括：布罗斯维尔、圣日耳曼德桑格勒、勒梅尼勒菲盖、萨康维尔、贝朗日维尔-拉康帕涅。
图尔讷维尔的时区为UTC+01:00、UTC+02:00（夏令时）。

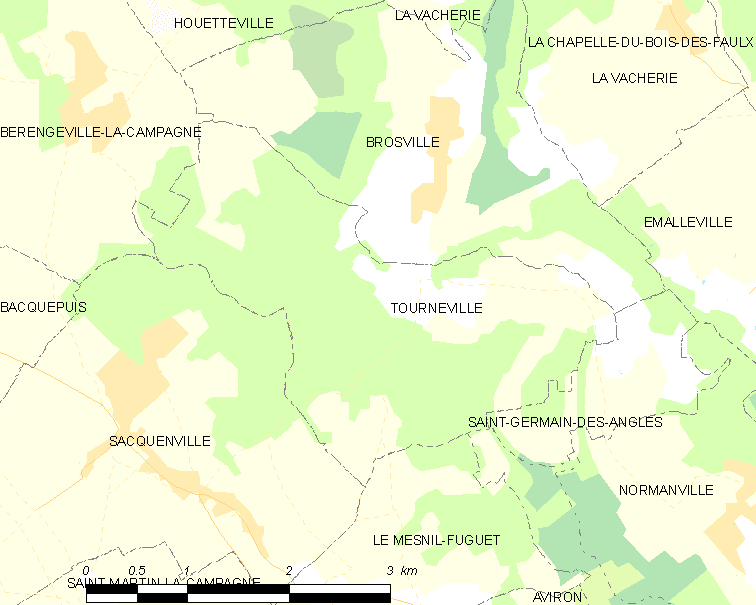
图尔讷维尔的OSM定位图

## 行政
图尔讷维尔的邮政编码为27930，INSEE市镇编码为27652。

## 政治
图尔讷维尔所属的省级选区为勒讷堡县。

## 人口

1962-2008年间图尔讷维尔人口变化图示

图尔讷维尔于2022年1月1日时的人口数量为318人。